# Simms Manufacturing

Logo der Simms Manufacturing Co.

Die Simms Manufacturing Company war ein britischer Motoren-, Fahrzeugkomponenten, Automobil- und Nutzfahrzeughersteller. Die Fahrzeuge wurden unter den Namen Simms oder Simms-Welbeck angeboten. Es gab Personenwagen mit Zwei-, Vier- und Sechszylindermotoren; als Nutzfahrzeugen entstanden überwiegend Dreirad-Lieferwagen mit Ein- oder Zweizylindermotoren und Nutzlasten zwischen 300 und 900 kg. Erhältlich waren auch Lastwagen mit Vierzylindermotoren und 1800 resp. 4500 kg Zuladung.

## Vorgeschichte

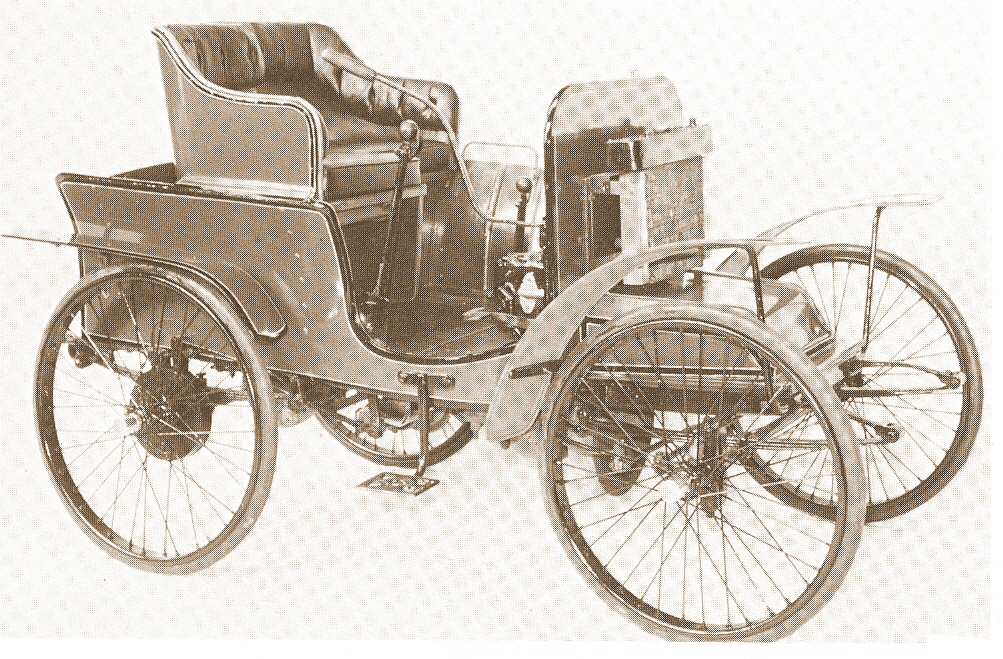
Simms-Zweisitzer (1898)

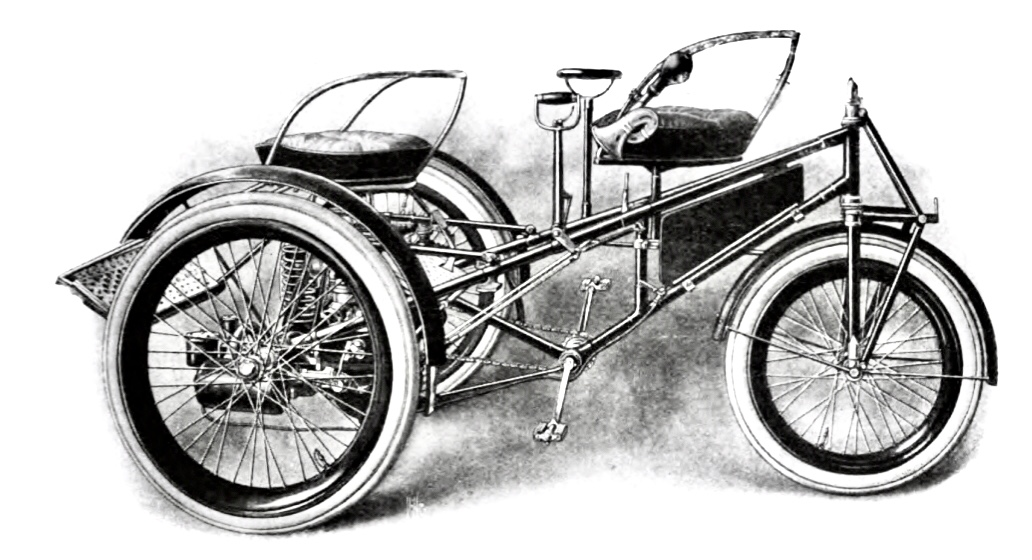
Simms Tricycle

Das Unternehmen wurde 1900 vom Ingenieur und Geschäftsmann Frederick Richard Simms (1863–1944) mit Sitz in Willesden bei London gegründet. Simms war einer der ersten Befürworter des Automobils in Großbritannien. 1890 richtete er mit Simms and Company, consulting engineers ein technisches Beratungsbüro ein, dessen Patente später auf Simms Manufacturing übertragen wurden. Er war Mitbegründer des Motor-Car-Club (der 1896 den ersten Emancipation Run organisierte), des Royal Automobile Club (RAC) und 1903 Organisator der Automobilausstellung im Crystal Palace, aus dem die British International Motor Show entstand. Er war befreundet mit Gottlieb Daimler, saß im Vorstand der Daimler-Motoren-Gesellschaft (DMG) – und Daimler im Vorstand von Simms Manufacturing – und importierte ab 1891 DMG-Motoren für Großbritannien und die Kolonien. Bereits 1893 hatte er die Daimler Motor Syndicate Ltd. gegründet, was als Beginn der britischen Automobilindustrie gilt und war zeitweilig ein früher Financier von Robert Bosch. Dessen Magnetzündung vertrieb er ab 1899 in den von ihm eingerichteten, ersten Bosch-Auslandsvertretungen in London und Paris. Von 1898 bis 1900 leitete er auch die Motor Carriage Supply Company im Donington House, Norfolk Street, Strand, London, wo Daimler-Fahrzeuge verkauft wurden und sein Simms Patent Motor Wheel hergestellt wurde. Dies war ein Benzin-Tricycle für zwei Personen. Der Fahrer saß auf einem Sattel, der Passagier dahinter in einem über der Hinterachse angebrachten Sessel. Das Tricycle gab es mit 1,5 HP sowie mit 2,75 HP.

## Simms Manufacturing

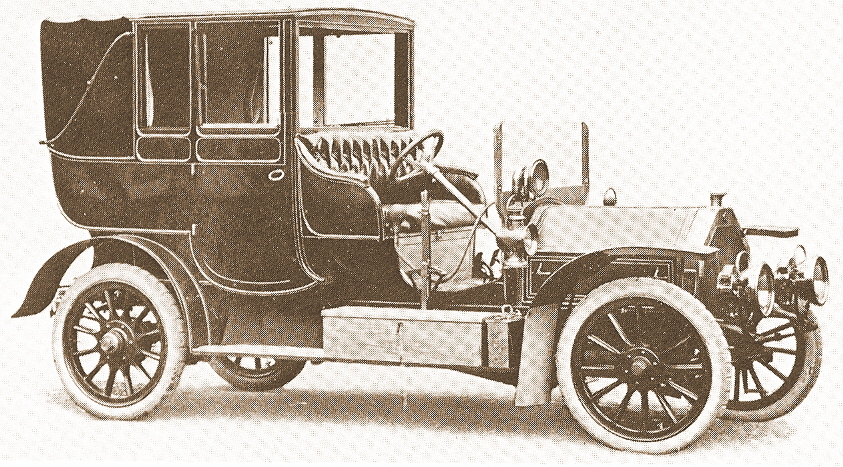
Simms-Welbeck 20/25 hp Landaulet (1907)

Es war naheliegend, dass Simms Manufacturing zuerst die Produktion elektrischen Ausrüstungen und Motoren aufnahm. Motorradtriebwerke gab es als luftgekühlte Einzylinder mit 2¾ und 3 hp; eine stärkere Version mit Wasserkühlung leistete 6 bis 7 hp. Von allen gab es Versionen für liegenden und für stehenden Einbau im Rahmen. Als Dienstleistung wurde die Umrüstung von Daimler- und De Dion-Bouton-Einzylindermotoren auf die zuverlässigere Bosch-Magnetzündung angeboten. Letztere waren als "schnelllaufende" Motoren, etwa in Tricycles oder dem Vis-à-vis auch in Großbritannien sehr verbreitet.
Das von Simms geleitete und als Chefingenieur betreute Unternehmen entwickelte sich erfolgreich und unterhielt bald neben dem Stammhaus an der Southwark Park Road 55a in Bermondsey weitere Anlagen, die als Welbeck Works an der Kimberley Road und Willesden Lane in Kilburn bekannt waren. Verbrennungsmotoren kamen schnell dazu und spätestens ab 1903 wurden auch Fahrgestelle unter dem Markennamen Welbeck angeboten. Diese konnten in verschiedenen Ausführungen und Vollendungsstufen sowie mit oder ohne Motor bestellt werden. Abnehmer waren Motorfahrzeughersteller, die ihre Fahrzeuge aus vorgefertigten Komponenten montierten, also Assembled vehicles anboten.
Bis zur Trennung von Bosch war Simms auch Geschäftsleiter und Chefingenieur der bedeutenden Bosch-Niederlassungen in London und Paris.

### Personenwagen

Simms Welbeck Tourer mit Simms Safety Buffers. Ausschnitt aus einem Foto des Fahrzeugs von Samuel Cody (1906)

Von Anfang an wurden aber auch komplette Fahrzeuge in Einzelanfertigung ausgeliefert. Zu einer Serienproduktion von Personenwagen kam es indes erst ab 1903 oder 1904; letzteres Datum kann auch als Beginn der Nutzfahrzeugproduktion interpretiert werden. Zumindest die Simms-Welbeck-Automobile hatten Kardantrieb; für die Ein- und Zweizylindermodelle ist dies eher unwahrscheinlich. Ein innovatives Produkt im Zubehörbereich waren die 1905 eingeführten Simms Safety Buffers. Sie bestanden aus je einem am vorderen Enden des Fahrgestell-Längsträgers angebrachten, gepolsterten und gebogenen Rundeisen und können mit einiger Berechtigung als die ersten Automobil-Stoßstangen gelten.
Zu den Kunden von Simms gehörte der Offizier, Schausteller und Luftfahrtpionier Samuel Franklin Cody (1867–1913), der 1906 einen Simms-Welbeck Tourer mit dieser Vorrichtung kaufte.

#### PKW-Modelle
| Marke         | Modell   | Bauzeitraum | Zylinder | Hubraum  | Bohrung | Hub    | Radstand     |
| ------------- | -------- | ----------- | -------- | -------- | ------- | ------ | ------------ |
| Simms-Welbeck | 12/15 hp | 1903–1904   | 4 Reihe  | 1901 cm³ | 82 mm   | 90 mm  | 2794 mm      |
| Simms-Welbeck | 20/24 hp | 1903–1906   | 4 Reihe  | 3119 cm³ | 95 mm   | 110 mm | 2794–3099 mm |
| Simms-Welbeck | 26/30 hp | 1903–1906   | 4 Reihe  | 4181 cm³ | 110 mm  | 110 mm | 2794–3099 mm |
| Simms         | 10 hp    | 1904        | 2 Reihe  | 1559 cm³ |         |        |              |
| Simms         | 12 hp    | 1904        | 2 Reihe  | 1901 cm³ |         |        |              |
| Simms         | 12 hp    | 1905        | 4 Reihe  | 1709 cm³ |         |        | 2794 mm      |
| Simms-Welbeck | 20/25 hp | 1907        | 4 Reihe  | 4330 cm³ |         |        | 2972 mm      |
| Simms-Welbeck | 30/35 hp | 1907        | 6 Reihe  | 6495 cm³ |         |        | 3277 mm      |

Es wurden nur wenige Fahrzeuge hergestellt. Eine Quelle nennt auch einen 30/40 hp; damit dürfte aber ebenfalls der Sechszylinder gemeint sein.

### Nutzfahrzeuge
Im Nutzfahrzeugbereich wurden bis 1906 ausschließlich dreirädrige, leichte Lieferwagen angeboten, die mit einem 8 hp Einzylinderm- und 10- oder 12 hp Zweizylindermotoren ausgestattet waren. Die Nutzlast betrug je nach Ausführung zwischen 8 und 20 Cwt.sh. (ca. 360–910 kg). Die Zweizylindermotoren dürften jenen in den PKW entsprochen haben. 1905 erschienen ein 20/25 hp Lastwagen mit 2 tn. sh. (1814 kg) Zuladung und ein 28/35 hp mit einer Nutzlast von 5 tn. sh. (4536 kg). Beide hatten Dreiganggetriebe und Kettenantrieb. Im gleichen Jahr wurde mit dem Coulthard-Simms 4 tn. sh. (3628 kg) der erste Lkw mit Benzinmotor des Dampf-Nutzfahrzeugherstellers T. Coulthard & Co. in Preston (Lancashire) vorgestellt; dieser Hersteller bestand seit 1897 und war 1907 Bestandteil einer Fusion, die zur Gründung von Leyland Motors führte. 1906 bestellte die Durham and District Motor Omnibus Company einen Omnibus. Dass dieses Fahrzeug auf eigener Achse ausgeliefert wurde und die 270 Meilen (435 km) in zwei Tagen zurücklegte, war keine Selbstverständlichkeit.

### Nach dem Motorfahrzeugbau
Mit den eigenen Fahrzeugen war das Unternehmen nicht erfolgreich. Die Wagen galten als zuverlässig, konnten sich aber nur bis 1907 auf dem Markt halten. Mit der Fahrzeugproduktion endete wahrscheinlich auch die Herstellung von Motoren für Straßenfahrzeuge. Simms produzierte aber Motoren für stationäre Anwendungen und einen großen Vierzylindermotor mit einzeln gegossenen Zylindern, quadratischem Verhältnis von Bohrung und Hub (je 6½ Zoll = 152,4 mm) und einer Leistung bis 100 hp bei etwa 800/min aus einem Hubraum von über 14 Liter. Er konnte mit Benzin oder Petroleum betrieben werden und eignete sich für Anwendungen in Booten, Eisenbahntriebwagen, Omnibussen oder als Stromgenerator; so ersetzte ein solcher Motor 1908 die Dampfmaschine einer großen Privatyacht. Nachdem es zu Spannungen zwischen Frederick Simms und Bosch gekommen war, erhielt Simms spätestens ab 1906 keine Bosch-Magnetzündungen mehr. Stattdessen wurden Hochspannungszündungsanlagen eigener Konstruktion verwendet, die bis 1913 in seiner Simms Magneto Company bis 1913 hergestellt wurden.
Simms Manufacturing expandierte auch in den Luftfahrtbereich, etwa mit eigenen Flugzeugmotoren und dem 1909 erfolgten Erwerb der Alleinrechte für Großbritannien am Motorflugzeug Voisin Standard, einem Doppeldecker mit Druckpropeller, der auch beim Militär Verwendung fand.
1920 wurden die Welbeck Works in Kilburn Opfer einer Feuersbrunst. Dies und die schlechte Auftragslage in den ersten Jahren nach dem Ersten Weltkrieg führten zu einem Produktionsunterbruch bis 1926. Das Unternehmen scheint danach noch aktiv gewesen zu sein; dazu liegen aber keine Quellen vor. Frederick Simms unterhielt noch 1937 ein Büro als beratender Ingenieur. Er verstarb 1944.